# Mallota flavovillosa
Mallota flavovillosa är en tvåvingeart som beskrevs av Hull 1937. Mallota flavovillosa ingår i släktet hålblomflugor, och familjen blomflugor. Inga underarter finns listade i Catalogue of Life.